# كارولين فورنس
كارولين فورنس (بالإنجليزية: Caroline Furness)‏ هي عالمة فلك أمريكية، ولدت في 24 يونيو 1869 في كليفلاند في الولايات المتحدة، وتوفيت في 9 فبراير 1936.